# 1928년 하계 올림픽 오스트레일리아 선수단
1928년 하계 올림픽 오스트레일리아 선수단은 네덜란드 암스테르담에서 개최된 1928년 하계 올림픽에 참가한 올림픽 오스트레일리아 선수단이다.

## 종목별 성적

### 다이빙
남자
| 선수 | 세부 종목 | 예선 | 예선 | 결선 | 결선 |

## 사이클

### 도로 경기
| 선수 | 세부 종목 | 기록 | 기록 | 순위 | 순위 |

## 참고 자료
- (영어) “Australia at the 1928 Amsterdam Summer Games”. SR/Olympic Sports. 2016년 9월 17일에 원본 문서에서 보존된 문서. 2011년 10월 10일에 확인함.